# Erateina undulata
Erateina undulata là một loài bướm đêm trong họ Geometridae.